# Thomas Donaubauer
Thomas Donaubauer, né le 24 février 1966, est un coureur allemand du combiné nordique.

## Carrière sportive
Sous les couleurs de l'Allemagne de l'Ouest, Donaubauer a participé au Championnat du monde junior 1986 à Lake Placid, aux États-Unis. Avec Roland Schmidt et Udo Laber, il y remporte, le 17 février 1986, la médaille de bronze dans l'épreuve par équipes. Le 13 mars 1987, à Leningrad (URSS), dans un gundersen de 15 kilomètres sur tremplin normal, il remporte ses seuls points en Coupe du monde avec une quinzième place. Il a également obtenu deux podiums en Coupe du monde B, en décembre 1990 à Planica et le 3 mars 1991. À la fin de cette saison, il est deuxième du classement général de la compétition.
Il représente le club WSV Rastbüchl.

## Classements généraux
| saison  | rang | points |
| ------- | ---- | ------ |
| 1986-87 | 42e  | 1      |

| saison  | rang | points |
| ------- | ---- | ------ |
| 1990-91 | 2e   | 73     |
| 1991-92 | 12e  | 33     |
| 1992-93 | 27e  | 9      |